# Ovaro Kiinteistösijoitus
Ovaro Kiinteistösijoitus Oyj (jusqu'en 2018 Orava Asuntorahasto Oyj )  est une société d'investissement immobilier dont le siège est à Helsinki en Finlande.

## Présentation
La société Ovaro investit dans des appartements locatifs et des locaux commerciaux en Finlande.

## Actionnaires
Au 29 février 2020, le plus importants actionnaires de Ovaro sont:
| #  | Actionnaire                        | Actions   | %    |
| -- | ---------------------------------- | --------- | ---- |
| 1  | Investors House Oyj                | 1 953 410 | 20,4 |
| 2  | Osuusasunnot Oy                    | 964 000   | 10,0 |
| 3  | Zeroman Oy                         | 336 666   | 3,5  |
| 4  | Ollikainen Pekka Antero            | 6 500     | 3,5  |
| 5  | Ovaro Kiinteistosijoitus Oyj       | 287 016   | 3,0  |
| 6  | OP-Henkivakuutus                   | 230 491   | 2,4  |
| 7  | Maakunnan Asunnot Oy               | 150 932   | 1,6  |
| 8  | Ålands Ömsesidiga Försäkringsbolag | 100 000   | 1,0  |
| 9  | Flyingchips Oy                     | 98 675    | 1,0  |
| 10 | Nordea Bank Abp                    | 98 543    | 1,0  |